# Gary Bertini
Gary Bertini (în ebraică:גארי ברתיני, numele la naștere:Shlomo Golergant, în transcripție din limba idiș Șloime Golergant , 1 mai 1927- 17 martie 2005) a fost un dirijor și compozitor israelian de muzică cultă, originar din România (Basarabia)
A fost una din personalitățile cu cea mai mare influență în viața muzicală din Israel , ca fondator și director al Corului de cameră „Rinat”, al Orchestrei Israeliene de Cameră, director al Orchestrei Simfonice din Ierusalim și din 1994 -  al Noii Opere Israeliene din Tel Aviv. A condus de asemenea orchestre și teatre de operă însemnate în Germania (Orchestra Radio Köln, Opera din Frankfurt), Italia (Opera din Roma, din Genova, Napoli), Japonia etc.
Din 1976 Bertini a fost profesor la Academia de Muzică a Universității din Tel Aviv, unde a predat din 1958 

## Copilăria și tinerețea
S-a născut în 1927 sub numele Șlomo sau Șloime Golergant în satul pe atunci evreiesc Briceva, pe malul râului Răut, în Basarabia, azi în raionul Dondușeni din Republica Moldova.
Tatăl său, Kalman-Aharon Golergant, era cunoscut sub numele de K.A. Bertini, ca poet de limbă ebraică și idiș, traducător, pedagog și activist sionist care a tradus, între altele, creații literare și de teatru din rusă (de exemplu, de Leonid Andreev), idiș (Avraham Suțkever, H. Leivick și română în ebraică, și din ebraică în idiș.
Mama sa, Berta Golergant, născută Lecht, era medic. Pseudonimul tatălui (pe care l-a moștenit și fiul), Bertini, este numele sub care acesta a semnat poeziile dedicate soției, Berta. Familia a trăit cea mai mare parte a anilor prebelici la Soroca, unde K.A.Bertini a fost directorul liceului ebraic „Tarbut”  Gary a învățat să cânte la vioară de la vârsta de 6 ani. În timpul Holocaustului  Gary, care avea 14 ani, și părinții  săi au fost deportați de către autoritățile regimului Antonescu împreună cu toți evreii basarabeni, în ghetouri din regiunea sub administrație română denumită Transnistria. Gary a fost despărțit de părinții lui, pe care a avut șansa să-i reîntâlnească după terminarea războiului.
În 1946 familia, reîntregită, a emigrat in Palestina sau Eretz Israel, care se afla în ultimii ani ai mandatului britanic. Gary a studiat  până în 1951 la Colegiul de muzică din Tel Aviv, unde i-a avut ca profesori pe Mordehay Seter și George Singer,  de asemenea la Conservatoarele din Milano (1946-1947) și din Paris (1951-1954),precum și la École normale de musique din Paris. Între profesorii săi s-au numărat  personalități ca Nadia Boulanger,Luigi Dallapiccola, Arthur Honegger, Olivier Messiaen, Jacques Chailley.  .

## Activitatea muzicală în Israel
Întors în Israel Gary Bertini a înființat în anul 1955 Corul Israelian de Cameră „Rinat”, cor de femei a cappella pe care l-a condus până în 1971. .În 1955 a apărut prima dată la pupitrul Filarmonicii israeliene din Tel Aviv. În 1960 a condus Filarmonica într un turneu în Statele Unite.  Între anii 1955-1965 a desfășurat o activitate didactică intensă în cadrul Academiei de muzică din Tel Aviv. Începând cu anul 1965 s-a dedicat mai mult artei dirijorale. Bertini a fost și consilier muzical al Ansamblului de balet „Batsheva”  și a compus muzică de scenă pentru teatrele ebraice Habima și Cameri din Tel Aviv.
În anul 1965 Bertini a înființat Orchestra Israeliană de Cameră (inițial numită Ansamblul de Cameră Israelian), pe care a condus-o până în 1975.  Între anii 1978-1986 el a fost prim-dirijorul Orchestrei Simfonice Radio din Ierusalim, pe care a ridicat-o la un nivel internațional.  După 1986 a fost numit dirijor de onoare al acesteia.  Apoi între 1990- 1996 a fost directorul artistic al Noii Opere Israeliene din Tel Aviv (din 2005 numită Opera israeliană).
A fost unul din cei mai însemnați promotori și creatori ai muzicii culte din Israel.
În anii 1976-1983 a condus Festivalul Israel. În anii 1980 a inițiat în decembrie la Ierusalim seria de concerte de muzică sacră „Liturgica” cu ocazia sărbătorilor de Crăciun și Hanuka.

## Activitatea muzicală peste hotare
Din anii 1950 Bertini a apărut în concerte și în străinătate. În 1959 a debutat in Statele Unite, dirijând Filarmonica din New York,  în 1965 a debutat cu Orchestra engleză de cameră. Între 1971-1981 a fost dirijor oaspete principal al Orchestrei naționale a Scoției. A realizat premiere discografice  ale celor doua simfonii de Kurt Weill si ale operei Cei Trei Pintos de Weber|Gustav Mahler|Mahler.
În 1975 a fost invitat de Rolf Liebermann să dirijeze opera Ariana și Barba Albastră de Paul Dukas la Opera din Paris. 
I-a urmat lui Antal Dorati în funcția de consilier muzical al Orchestrei Simfonice Detroit între anii 1981-1983  și între 1983-1991 prim-dirijorul Orchestrei Simfonice Radio WDR din Köln, în Germania. De asemenea, in anii 1987-1990 a fost directorul muzical general al Operei   și al seriilor de concerte simfonice ale municipiului Frankfurt (1987-1990)  , al Orchestrei Simfonice Metropolitane din Tokyo (1998-2005), director artistic al Operei din Roma, dirijor oaspete permanent al Operei naționale din Paris, prim dirijor al Operei din Genova, și un timp scurt înainte de a muri, directorul Teatrului de operă San Carlo din Napoli. Gary Bertini a mai fost dirijor oaspete, între altele, la Opera de Stat din Hamburg, la Opera Scoțiană, la Scala din Milano  și la Filarmonica din Berlin.
Repertoriul preferat de Bertini a inclus, de obicei, creații expresive, de mare anvergură, ca Simfonia a 9-a și Missa Solemnis de Beethoven, recviemele de Mozart, Verdi, Damnațiunea lui Faust de Berlioz, „Recviemul de război” de Britten. toate creațiile lui Mahler, multă muzică din secolul al XX-lea, inclusiv de Darius Milhaud,Stravinski, György Ligeti etc. Înregistrările lui Bertini cuprind toate simfoniile lui Beethoven, cu orchestra Operei din Genova, o foarte apreciată înregistrare a ciclului integral al simfoniilor lui Mahler cu Orchestra Metropolitană Tokyo, „Avraham si Isaac” de Stravinski cu Dietrich Fischer-Dieskau
Bertini a fost un interpret entuziast și dintre cei mai fideli, ai muzicii israeliene culte. Lui i se datorează un șir de premiere ale unor creații de compozitori israelieni și a fost unul din cei mai de seamă propagandiști ai acestei muzici în străinătate. Astfel el a interpretat „Vocea amintirilor” de Mark Kopytman, Cantus V de acelaș compozitor (cu prilejul evenimentului „Encounter Diaspora-Israel” la Köln în noiembrie 1990) „Tikkun Hatzot” de Mordekhay Seter, opere corale - înregistrate cu corul Radiodifuziunii din Köln, mai multe simfonii de Josef Tal.
În 1963 a dirijat muzica de film scrisă de Ödön Pártos pentru filmul israelian „Ierusalim” al regizorului David Perlov.În 1971 a dirijat premiera operei „Ashmedai” de Josef Tal la Opera din Hamburg, iar in 1976 pe cea a operei  „Experimentul” de Tal la Opera Bavareză din München, în regia lui Götz Friedrich. 
Repertuarul său operaic a fost foarte vast, de la opere baroce până la creații contemporane: de pildă,„Dido și Eneas” de Henry Purcell, Don Giovanni de Mozart, „Boris Godunov” de Mussorgski, „Werther” de Jules Massenet, „Yosef” și alte două opere de Josef Tal  - la Opera israeliană din Tel Aviv, „Macbeth” de Verdi, „Război și pace” de Prokofiev, la Opera națională din Paris.
La sfârșitul vieții a fost implicat în producția operei „Massa el tom haalef” compusă de Iosef Bardanashvili după romanul lui A. B. Yehoshua, în speranța de a o dirija, ceea ce nu a mai apucat.
A predat la Universitatea din Tel Aviv începând din 1958. 
În anul 2005 s-a îmbolnăvit de un limfom malign și a fost internat la un spital din Paris, apoi a fost transferat la tratament la Centrul Medical Tel Hashomer din Ramat Gan, în  Israel.   
A murit la 17 martie 2005 la Spitalul Tel Hashomer și a fost înmormântat la Kfar Vitkin.
A fost căsătorit cu Rose Berengolc și li s-au născut două fiice: Orit și Mikhal.
Bertini vorbea nouă limbi.

## Premiere pe care le-a dirijat
- 1962 -Cantate de l'initiation (Cantata Bar Mițva leIsrael) de Darius Milhaud - cu ocazia aniversării a 13 ani de la intemeierea Statului Israel modern
- 1967 - Mot Moshe (Moartea lui Moise) de Yosef Tal
- 1970 - Concertul dublu pentru vioara si violoncel si orchestra de Yosef Tal
- 1971 - - Opera Ashmedai de Yosef Tal la Opera din Hamburg [11]
- 1973 - Opera Masada 967 de Yosef Tal la Festivalul Israel
- 1976  - Opera Experimentul (Hanisayon) de Yosef Tal la Opera de Stat a Bavariei[12]
- 1978 - Behol nafskha (Cu tot sufletul tău)  de Yosef Tal
- 1981  -Concertul pentru două piane și orchestră de Yosef Tal
- 1982 - Rikud Hameoraot (Dansul evenimentelor)  de Yosef Tal
- 1984 - יוסף טל - Concertul pentru clarinet și orchestră de Yosef Tal
- 1980 - Oratoriul Le Favole di Esopo de Niccoló Castiglioni
- 1984 - Chiffre V pentru orchestră de  Wolfgang Rihm - cu  Ensemble Intercontemporain la Théatre de la Ville la Paris
- 1986 - Abkehr (Renunțare) pentru orchestră de Wolfgang Rihm, cu Tânăra Filarmonică Germană, la Zürich
- 1986 - Mahler -Moment  de Dieter Schnebel pentru orchestră de coarde, cu Tânăra Filarmonică Germană, la Zürich
- 1989 - Fragende Ode (Oda întrebărilor) de Mauricio Kagel pentru două coruri, coarde, instrumente de suflat și de percuție
- 1989 - Opera Doctor Faustus - scene după romanul lui Thomas Mann de Giacomo Manzoni - la Scala din Milano
- 1990 -  Liturgien de Maurice Kagel
- noiembrie 1990 - Cantus V concert pentru violă și orchestră de Mark Kopytman la Întâlnirea Diaspora-Israel la Köln, cu violista Tabea Zimmermann [13]
- 1995 - Opera Iosif   de Yosef Tal

## Compoziții
Bertini a compus circa 50 de lucrări muzicale 
- peste 30 balete:
  - Delet alumá (Ușa secretă)
- Muzică de scenă pentru piese și musicaluri („Pundak harukhot” = „Hanul cu stafii” și  „Kineret Kineret” de Nathan Alterman,,„Faust”  de Goethe, „A douăsprezecea noapte” de Shakespeare,

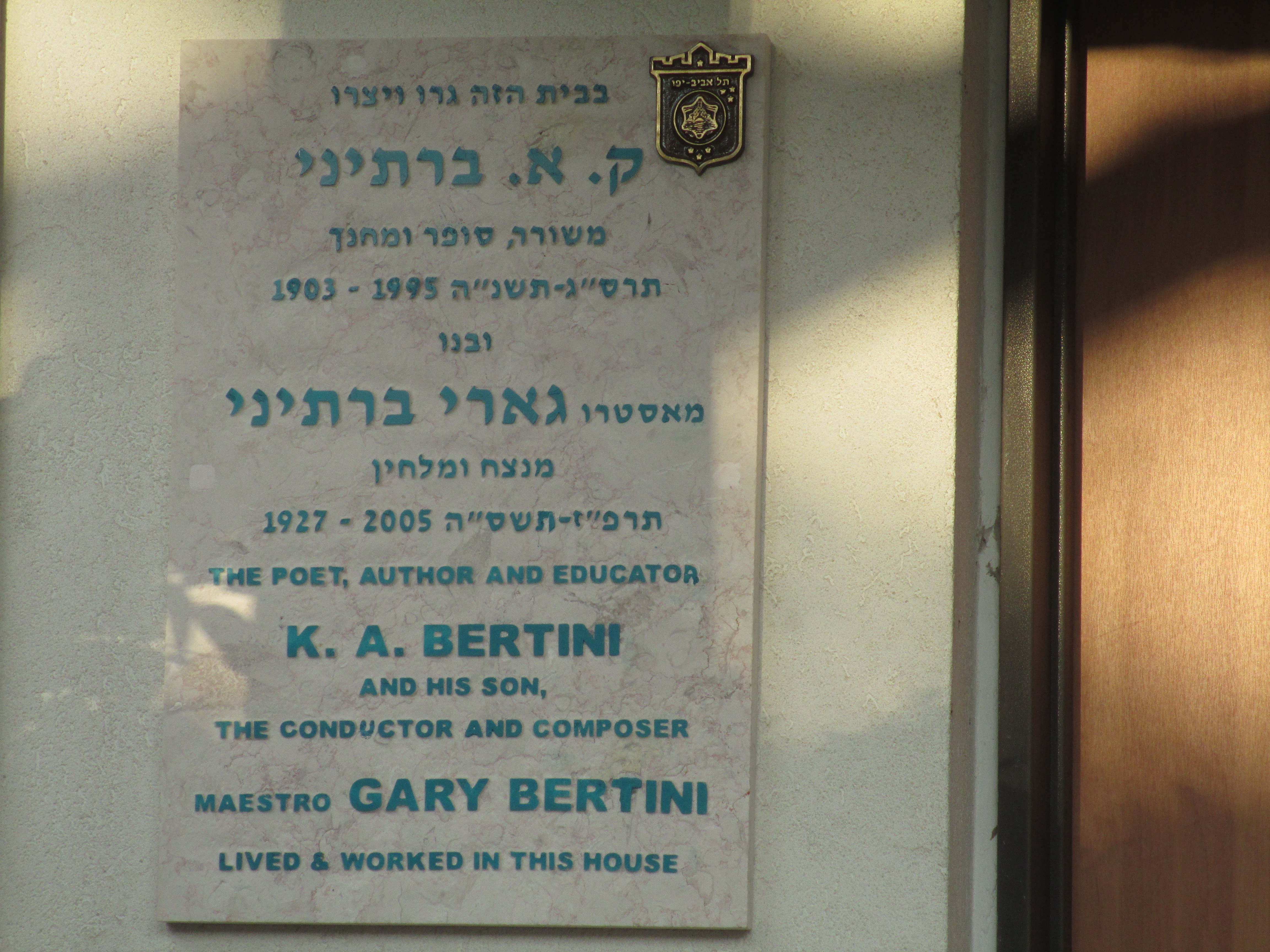
Placa memorială pe clădirea unde au locuit K.A.Bertini și Gary Bertini pe strada Veidat Katowitz nr.17 din Tel Aviv

- muzica pentru zeci de filme
- muzica de cameră
  - sonata pentru vioară
- concert pentru corn

## Premii și onoruri
- 1978 - Premiul Israel, premiul de stat al Statului Israel
- 1990 - Premiul Frank Peleg (Israel)
- 1995 Premiul Fermio Abiatti al Uniunii criticilor muzicali italieni , în calitate de „Dirijorul anului”
- 1998 Premiul Fermio Abiatti al Uniunii criticilor muzicali italieni, în calitatea de „Dirijorul de operă al anului”
- Ordinul de merit al Republicii Italiene
- Ordinul francez pentru arte și litere
- 2000 - Premiul primului ministru al Israelului - pentru compoziție (a donat suma primită în scopul subvenționării unor programe de perfecționare pentru tineri dirijori)
- 2003 - Premiul Academiei Charles Cros- Grand Prix - pentru înregistrarea Operei lui Serghei Prokofiev, „Război și pace”

## In Memoriam
- O placă memorială a fost fixată pe casa în care au locuit Gary și tatăl său, K.A.Bertini, pe strada Veidat Kattowitz 17 în Tel Aviv
- După numele său a fost denumit Corul Israelian Gary Bertini.
- In 1987-2013 a activat la Seminarul pedagogic Levinski din Tel Aviv o scoala de cântec coral numită Gary Bertini.
- 2021 - O stradă din cartierul Neve Ofer din sudul Tel Avivului îi poartă numele.